# Juraj Halenár
Juraj Halenár (* 28. Juni 1983 in Trnava; † 30. Juni 2018 in Bratislava) war ein slowakischer Fußballspieler.

## Vereinskarriere
Halenár spielte in seiner Jugend für FK Lokomotíva Trnava und Inter Bratislava. Bei Inter hat er auch den Sprung in die A-Mannschaft geschafft. Dann wechselte Halenár 2005 zum FC Petržalka 1898. In einem Qualifikationsspiel zur UEFA Champions League im Juli 2005 erzielte er drei Tore beim 5:0 gegen Celtic Glasgow.  Im September 2008 wechselte Halenár zum ŠK Slovan Bratislava, mit dem er zweimal slowakischer Meister wurde und den nationalen Pokalwettbewerb dreimal gewann.

## Nationalmannschaft
Halenár spielte in der slowakischen U19-Nationalmannschaft, die 2002 Dritter bei der Europameisterschaft wurde. Mit der slowakischen U-20 Nationalmannschaft spielte er bei der Weltmeisterschaft 2003 in den Vereinigten Arabischen Emiraten. Am Durchbruch in der Nationalmannschaft haben ihn seine Verletzungen gehindert.

## Erfolge
- Fußballmeister der Slowakei: 2008/09, 2010/11
- Slowakischer Fußballpokalsieger: 2010, 2011